# Jozef Hanula

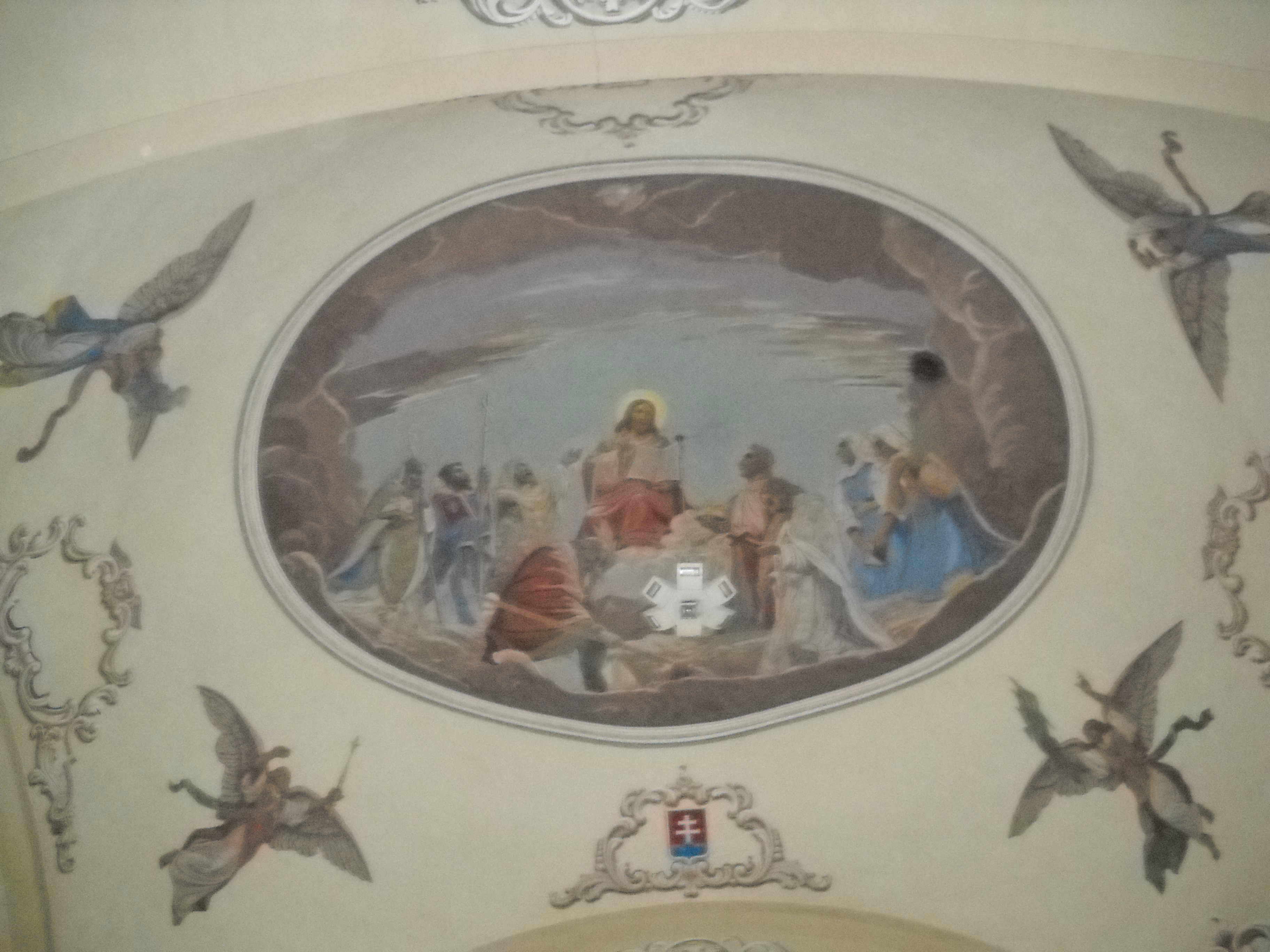
Malba z kostela sv. Ondřeje v Krásné nad Kysucou z roku 1927

Jozef Hanula (6. dubna 1863, Liptovské Sliače – 22. srpna 1944, Spišská Nová Ves) byl slovenský malíř a pedagog. Vrcholnou tvorbou se hlásil k programu kritického realismu.
Jeho otcem byl Ján Hanula, matka Marie rod. Mrvová.

## Životopis
Studoval na Zemské škole pro kreslení v Budapešti, soukromou školu u Simona Hollósyho a Královskou bavorskou akademii výtvarných umění u profesorů Gabriela von Hackla, Franza von Defreggera a Karola Marra v Mnichově. Učil kreslení v Žilině a v Spišské Nové Vsi. Byl představitelem slovenského realistického malířství. Zaměřil se zejména na sakrální tvorbu, ve které spojoval náboženská a národní témata. Od roku 1908 působil i jako knižní ilustrátor, průkopnicky zejména v literatuře pro děti a mládež. Byl autor podobizen významných osobností slovenského kulturního a národního života. Úvahovými a memoárovými články se vyjadřoval k problematice slovenské kultury. Kolem roku 1935 napsal knihu Spomienky slovenského maliara. Maloval interiéry katolických kostelů v Banské Bystrici (1935), Banské Bystrici-Sásovej (1940), Banské Bystrici-Radvani a jiné. Roku 1919 spoluzakládal Spolok slovenských umelcov v Martině. Roku 1941 byl vyznamenán státní cenou.

## Památky
- Kern, PJ: Podobizna J. Hanuly (olej, 1935)
- Hanulova ul. v Bratislavě (od roku 1972)